# 舊比利斯克區
旧比利斯克區（烏克蘭語：Старобільський район），是烏克蘭的一個區，位於該國東部的盧甘斯克州東北部，於2020年成立。該區的行政中心爲舊比利斯克，面积6,930.6平方公里，2021年人口数量为126,010人。
2020年7月18日乌克兰施行了行政区划改革，盧甘斯克州的区份数量减至8个，但只有4个区是在乌克兰政府控制下，旧比利斯克區的面积显著扩大。改革前旧比利斯克區的面积为1,580平方公里，2020年人口数量为42,693人。
2022年俄罗斯入侵乌克兰期间，该区被俄罗斯及卢甘斯克人民共和国占领。

## 行政區劃
舊比利斯克區下分為8個市鎮：
- 舊比利斯克市鎮（烏克蘭語：Старобільська міська громада） (市級，行政中心：舊比利斯克)
- 比洛沃茨克市鎮（烏克蘭語：Біловодська селищна громада） (鎮級，行政中心：比洛沃茨克)
- 比洛盧茨克市鎮（烏克蘭語：Білолуцька селищна громада） (鎮級，行政中心：比洛盧茨克)
- 馬爾基夫卡市鎮（烏克蘭語：Марківська селищна громада） (鎮級，行政中心：馬爾基夫卡)
- 米洛韋市鎮（烏克蘭語：Міловська селищна громада） (鎮級，行政中心：米洛韋)
- 新普斯科夫市鎮（烏克蘭語：Новопсковська селищна громада） (鎮級，行政中心：新普斯科夫)
- 奇梅里夫卡市鎮（烏克蘭語：Чмирівська сільська громада） (村級，行政中心：奇梅里夫卡)
- 舒利欣卡市鎮（烏克蘭語：Шульгинська сільська громада） (村級，行政中心：舒利欣卡)